# Manda (upazila)
Pour les articles homonymes, voir Manda.
Manda (en bengali : মান্দা) est une upazila du Bangladesh dans le district de Naogaon. En 1991, elle dénombrait 330 995 habitants.